# Oligoklaas

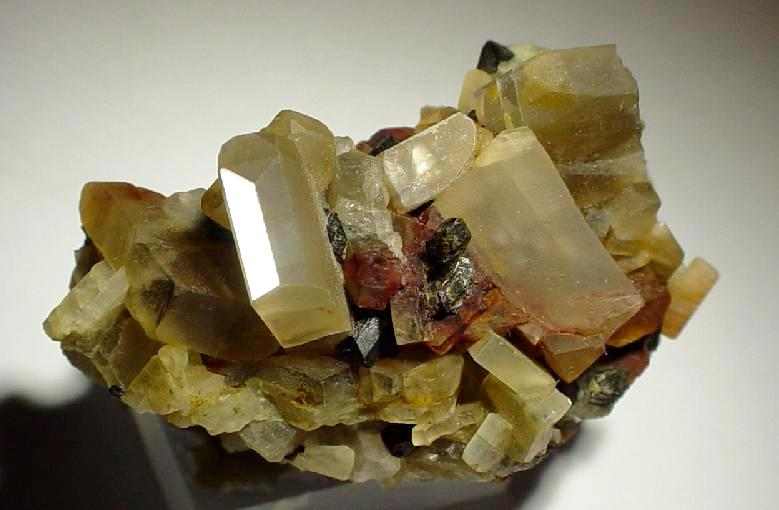

Het mineraal oligoklaas, zonnesteen of helioliet is een natrium-calcium-aluminium-tectosilicaat met de chemische formule (Na,Ca)(Si,Al)4O8. Het behoort tot de veldspaten.

## Eigenschappen
Het kleurloze, groenige, grijze of bruine oligoklaas heeft een glasglans, een witte streepkleur, een perfecte splijting volgens kristalvlak [001] en een goede volgens [010]. De gemiddelde dichtheid is 2,65 en de hardheid is 7. Het kristalstelsel is triklien en het mineraal is noch radioactief, noch magnetisch.

## Naam
De naam van het mineraal oligoklaas is afgeleid van de Griekse woorden oligos en klasein, "weinig splijten".

## Voorkomen
Oligoklaas is een veel voorkomende veldspaat in metamorfe en stollingsgesteenten als pegmatiet. Het maakt onderdeel uit van de plagioklaas-reeks (albiet-anorthiet). De typelocatie van oligoklaas is Twedestrand in Noorwegen.

## Zonnesteen
Vermoedelijk hebben de Vikingen oligoklaas als navigatie-instrument gebruikt om op zee bij bewolkt weer de positie van de zon te kunnen bepalen. Dit mineraal kan gepolariseerd zonlicht zichtbaar maken dat door de breking in de atmosfeer kringen rond de zon vormt. Het kristal verdubbelt de ringen. Als beide even sterk zichtbaar zijn is het kristal recht op de zon gericht. De ringen zijn ook zichtbaar als de zon al even onder is. Aldus kan het azimut van de zon worden bepaald bij een volledig bewolkte hemel of wanneer de zon zich net onder de horizon bevindt. 
De zonnesteen (IJslands: sólarsteinn) wordt vermeld in meerdere IJslandse teksten uit de 13e tot de 14e eeuw, waarvan er één, de Rauðúlfs þáttr, de toepassing als navigatie-instrument betreft: Zonnesteen wordt ook genoemd in de inventarissen van meerdere kerken en één klooster in de 14e en 15e eeuw in IJsland en Duitsland.
Een steen die in 2013 op Alderney werd aangetroffen in het wrak van een 16e-eeuws oorlogsschip zou het bewijs kunnen zijn van een dergelijk gebruik.  